# Terme Severiane
Le Terme Severiane (in latino Thermae Severianae) furono terme di Roma imperiale, ubicate nella Regio I, presumibilmente a sud delle Terme di Caracalla, di cui non si conserva alcuna traccia.
Furono edificate da Settimio Severo ed esistevano ancora nel IV secolo.
Successivamente non se ne ha più alcuna menzione.